# Ольгопільська сільська територіальна громада
Ольгопільська сільська територіальна громада — територіальна громада в Україні, в Гайсинському районі Вінницької області. Адміністративний центр — село Ольгопіль.
Площа громади — 234,47 км², населення — 6002 жителів (2025).
Утворена 12 червня 2020 року шляхом об'єднання Берізко-Чечельницької, Демівської, Любомирської, Ольгопільської та Стратіївської сільських рад Чечельницького району.

## Населені пункти
У складі громади 5 сіл: Берізки-Чечельницькі, Демівка, Любомирка, Ольгопіль та Стратіївка.